# 21. Fallschirmjäger-Division
Pour les articles homonymes, voir 21e division.
La 21. Fallschirmjäger-Division (21e division parachutiste) est une des divisions de parachutistes (Fallschirmjäger) de l'armée allemande (Wehrmacht) dans la Luftwaffe durant la Seconde Guerre mondiale.

## Historique
La division est formée par ordonnancement le 5 avril 1945 dans le Nord de la Hollande, en tant que division d'entrainement de campagne, en utilisant des éléments de la division de formation et de réserve parachutiste et de la Sturm-Brigade Gericke. 
Aucun élément de la division n'a été inclus dans le Feldpostübersicht, de sorte que peu de détails sont connus.

## Commandement
| Début        | Fin      | Grade  | Nom            |
| ------------ | -------- | ------ | -------------- |
| 5 avril 1945 | Mai 1945 | Oberst | Walter Gericke |

## Composition
Avril 1945
- Fallschirm-Jäger-Regiment 61
- Fallschirm-Jäger-Regiment 62
- Fallschirm-Jäger-Regiment 63
- Fallschirm-Artillerie-Abteilung 21
- Fallschirm-Panzer-Jäger-Kompanie 21
- Fallschirm-Granatwerfer-Kompanie 21
- Fallschirm-Pionier-Bataillon 21
- Fallschirm-Nachrichten-Kompanie 21